# Neunerhaus
neunerhaus – Hilfe für obdachlose Menschen ist ein 1999 gegründeter Verein mit Sitz in Wien, der obdachlosen und wohnungslosen Menschen Wohnraum sowie allgemein- und zahnmedizinische Versorgung bietet.

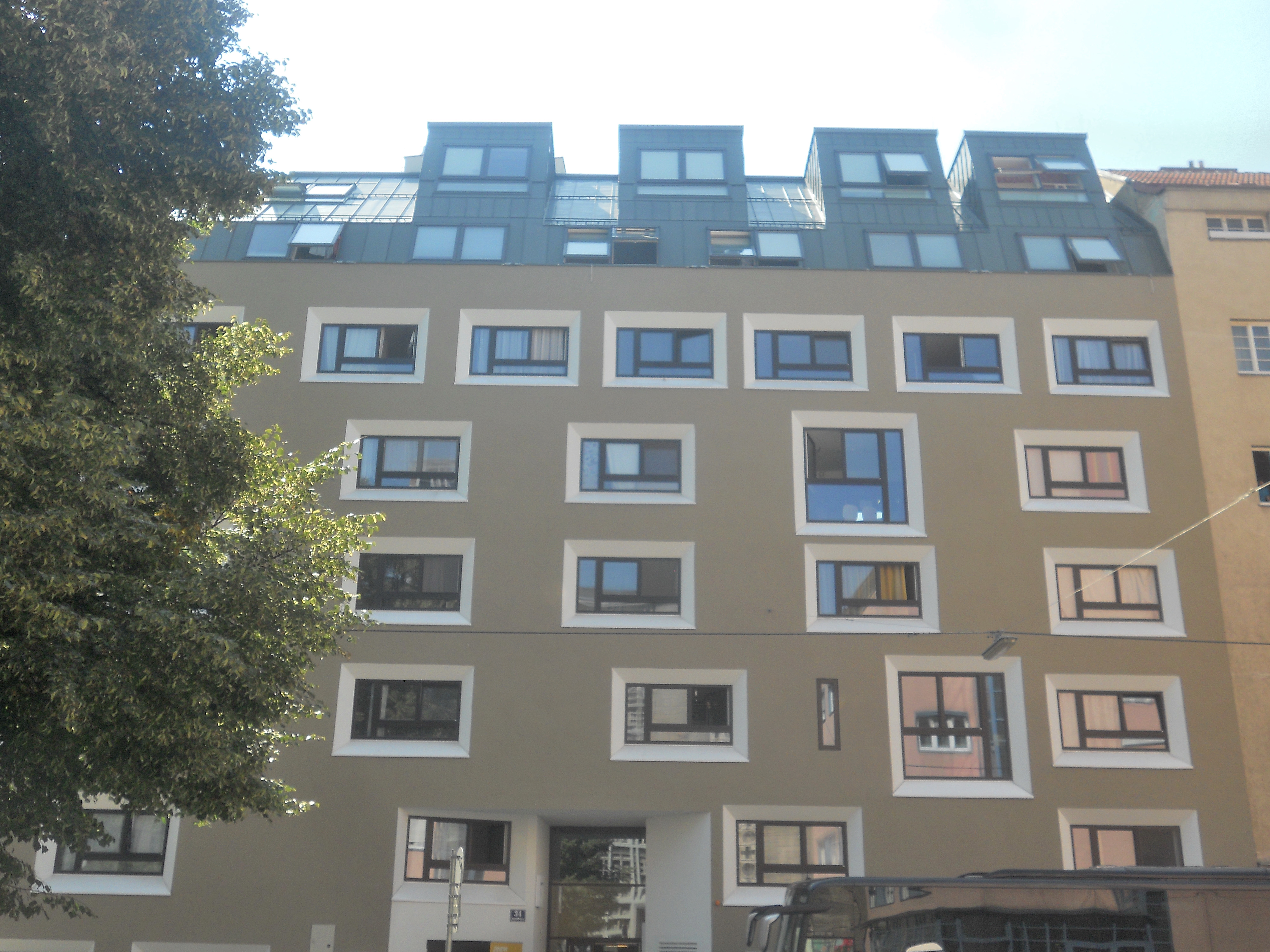
Das Neunerhaus in der Hagenmüllergasse 34

## Allgemeines
In drei Wohnhäusern und in eigenen Wohnungen – betreut durch „neunerhaus Housing First“ sowie „neunerhaus Mobile Sozialarbeit“ – finden 1.000 Menschen jährlich ein neues Zuhause. Bei Bedarf wird sozialarbeiterische Begleitung angeboten, die Bewohner sollen aber möglichst selbständig leben können. Dazu gehören ein eigener Wohnungsschlüssel, Besuchsmöglichkeiten, Haustiere und kein Alkoholverbot. Außerdem können obdachlose Menschen ihre Tiere in der Tierarztpraxis des Neunerhauses behandeln und untersuchen lassen. Die Tiere sind oftmals die letzten Begleiter wohnungsloser Menschen. Weitere kostenlose Angebote sind die Neunerhaus-Zahnarztpraxis, die Neunerhaus-Arztpraxis und die neunerhaus Mobilen ÄrztInnen. Die allgemeinmedizinische Versorgung wird in 27 Einrichtungen verschiedener Trägerorganisationen angeboten. 2023 wurden insgesamt 5.976  Patienten betreut und 35.514  Konsultationen abgewickelt. Medizinisch vom Neunerhaus versorgt werden obdachlose und wohnungslose Menschen sowie nichtversicherte Menschen ungeachtet ihrer Herkunft.
Der Verein begann im Jahr 2005 ein Projekt mit dem Namen „Haubenküche zum Beisl-Preis“ und gab im selben Jahr das erste Buch der Reihe heraus. Von 2005 bis 2008 sind fünf Bände erschienen. Ein Band wurde in Zusammenarbeit mit dem Verein „Armut und Gesundheit in Deutschland“ veröffentlicht und erschien 2010 erstmals in der Taschenbuchausgabe. Für diese Rezeptsammlungen wurden von Haubenköchen Gerichte kreiert, deren Zubereitung weniger als 5 Euro kostet. Auch Bewohner des Hauses veröffentlichten ihre Lieblingsrezepte.

## Geschichte
Bereits 1998 zeigten einige Bürger aus dem neunten Wiener Gemeindebezirk Initiative, als Bürgermeister Michael Häupl Statistiken präsentierte, die eine Vollversorgung für Obdachlose konstatierten. Auch der langjährige Geschäftsführer Markus Reiter war unter den damaligen Gründungsmitgliedern. Heute gibt es insgesamt drei Wohnhäuser und über 500 Wohnungen, deren Mieter im Rahmen von „Housing First“ betreut werden. Insgesamt wird hier 1.000 obdach- und wohnungslosen Menschen ein Zuhause geboten. Außerdem gibt es ein Gesundheitszentrum des Neunerhauses sowie den durch das Neunerhaus in Wien angestoßenen Reformansatz Housing First in der Wiener Wohnungslosenhilfe. Im Juni 2015 wurde nach drei Jahren Bauzeit das neu errichtete Neunerhaus in der Hagenmüllergasse eröffnet, das nun 79 statt früher 59 obdachlosen Personen Platz bietet. Es ist außerdem das erste Haus mit ökologischem Passiv-Haus-Standard im Sozialbereich und wurde 2017 mit dem Österreichischen Staatspreis für Architektur ausgezeichnet.

## Besonderheiten
Das Neunerhaus unterscheidet sich von anderen Hilfsorganisationen und erlaubt den betroffenen Menschen ein selbständiges Leben, indem er eigene Hausschlüssel anbietet, Haustiere erlaubt, Alkohol nicht verbietet und ärztliche Versorgung bietet. Außerdem bildet der Bereich Gesundheit einen eigenen Betreuungsschwerpunkt. 2012 hat das Neunerhaus überdies mit dem Projekt Housing First einen innovativen Ansatz in die Wiener Sozialarbeit mit obdachlosen Menschen eingebracht. Housing First wird in den USA seit Jahren bereits erfolgreich umgesetzt. 2015 wurde das „neunerhaus Housing First“ vom Pilotprojekt zum fixen Angebot der Wohnungslosenhilfe der Stadt Wien. 2017 startete neunerhaus den Peer Campus, im Rahmen eines zertifizierten Lehrganges werden ehemals obdach- und wohnungslose Menschen zu Peers der Wohnungslosenhilfe ausgebildet.

## Gesundheitszentrum
Viele obdach- und wohnungslose Menschen sind mehrfach krank und haben häufig auch schmerzende und schlechte Zähne. Die Neunerhaus-Zahnarztpraxis in der Margaretenstraße 166 hat fünfmal die Woche insgesamt 20 Stunden Ordination und hilft den Patienten auch bei bürokratischen Hürden, rechtlichen Informationen und bietet die Versorgung unabhängig von Herkunft und Versicherungsstatus an. 2023 wurden hier 2.087 Patienten in 5.404 Behandlungen versorgt.

## Mobile Ärzt*innen
Das Team der Mobilen Ärzt*innen ist vor Ort in den Häusern ehemals obdachloser Menschen tätig und arbeitet mit unterschiedlichen Trägerorganisationen zusammen. Ein gutes Arzt-Patienten-Verhältnis, ausreichend Zeit, eine Stärkung der Gesundheitskompetenz und kontinuierliche Hilfe sind die Eckpfeiler.

## Arztpraxis
Die neunerhaus Arztpraxis bietet kostenlose allgemeinmedizinische niedergelassene Versorgung für alle wohnungs- und obdachlosen Menschen in Wien, ungeachtet ihrer Herkunft oder ihres Versicherungsstatus. Augenscheinlichstes Unterscheidungsmerkmal zu anderen Arztpraxen ist die Kombination von allgemeinmedizinischer und sozialarbeiterischer Hilfe: Sozialarbeiter gewährleisten den unbürokratischen niederschwelligen Zugang für wohnungslose Menschen und bieten Hilfe über allgemeinmedizinische Fragen hinaus.

## Neunernews
Drei Mal im Jahr gibt der Verein das Magazin NEUNERNEWS heraus. Sie berichten aus den Einrichtungen für wohnungslose und obdachlose Menschen des Neunerhauses. Schwerpunkte sind Sozialpolitik, Bewohner-Porträts, Wiener Stadtpolitik.

## Auszeichnungen
- 2006 Gourmand World Cookbook Award für Haubenküche zum Beisl-Preis
- 2007 Gourmand World Cookbook Award für Noch mehr Haubenküche zum Beisl-Preis
- 2007 Buchliebling des Jahres in der Kategorie Speis und Trank für Süße Haubenküche zum Beisl-Preis
- 2008 Preis für menschenwürdiges Wohnen der Bausparkassen für Neunerhaus Kudlichgasse
- 2009 1. Preis des Wiener Baugewerbes der Wohnbauvereinigung für Privatangestellte
- 2009 Österreicher des Jahres, der Tageszeitung Die Presse für die Geschäftsführung Bettina Riedl und Markus Reiter.
- 2009 WOMAN-Award, für Bettina Riedl in der Kategorie Soziales Engagement Platz 3
- 2009 Sozial-Marie für neunerhaus Zahnarztpraxis für Obdachlose
- 2009 und 2010 Internationale Auszeichnungen für die Kampagne Holen Sie Menschen von der Straße, Gold beim NY Festival 2009, CCA Gold Venus, zwei Mal CCA Silber Veneri 2010, Silberner Löwe in Cannes 20121
- 2012 Bundestierschutzpreis für die Tierärztliche Versorgungsstelle
- 2014 10 Jahre Spendengütesiegel, des Spendengütesiegel-Forums
- Zertifikat     „Natürlich gut essen“ by OekoBusiness Wien in Silber
  - Zertifizierter     BIO AUSTRIA Partner2024 wurde das neunerhaus Café mit dem Silbernen Gaumen Hoch Gütezeichen für seine hohen ökologischen und biologischen Lebensmittelstandards prämiert

## Bücher
- Haubenküche zum Beisl-Preis. 5-Euro-Rezepte von Österreichs besten Köchen. Krenn, Wien 2005, ISBN 3-902351-67-5.
- Süße Haubenküche zum Beisl-Preis. 5-Euro-Rezepte von Österreichs besten Köchen. Krenn, Wien 2006, ISBN 3-902532-12-2.
- Noch mehr Haubenküche zum Beisl-Preis. 5-Euro-Rezepte von Österreichs besten Köchen. Krenn, Wien 2006, ISBN 3-902532-11-4.
- Sterneküche. Rezepte für 5 Euro. Von Deutschlands besten Köchinnen und Köchen. Krenn, Wien 2006, ISBN 3-902532-10-6. Neuauflage: Goldmann, München 2010, ISBN 978-3-442-17117-0.
- Haubenmenüs zum Beisl-Preis. Günstige Rezepte von Österreichs besten Köchinnen und Köchen. Krenn, Wien 2008, ISBN 978-3-902532-81-7.